# По тротоара
„По тротоара“ е български игрален филм (драма) от 1966 година на режисьора Антон Маринович, по сценарий на Милчо Радев. Оператори са Младен Колев и Христо Вълчанов. Музиката във филма е композирана от Кирил Дончев.

## Сюжет
На тротоара пред концертната зала на д-р Евгени Христов му предлагат билет. Така се запознава с Магда и се харесват от пръв поглед. След седмица отиват на ски. Минават три месеца. В отношенията им настъпва разрив. Магда не може да свикне с нерешителността на Евгени и се разделят. Той заминава като лекар в малко миньорско село. Постепенно сред суровите мъже добива смелост и самочувствие. Справя се с тежки случаи. Хората го обикват и му се доверяват. След три години Евгени се връща в София и се обажда на Магда. Той я чака отново на тротоара, но този път сигурен в себе си и в това, което иска от живота...

## Актьорски състав
- Иван Андонов – Д-р Евгени Христов
- Ани Бакалова – Магда
- Любомир Киселички – Цветан
- Йордан Спасов – Славе Маринов
- Иван Братанов – Готвачът
- Джоко Росич – Костадин
- Борислав Иванов – Симо душата
- Милен Колев – Борето
- Георги Наумов – Васко
- Иван Янчев – Кирил
- Иван Стефанов – Лекарят
- Райна Петрова – Майката на Евгени
- Трифон Джонев – Дебелият турист
- Никола Анастасов – Тони любовника
- Николай Ковачев – Тотев
- Иван Обретенов – Лако
- Георги Банчев
- Иван Запрянов